# Katsuyuki Nakasuga
Katsuyuki Nakasuga (中須賀克行?, Nakasuga Katsuyuki; Shizuoka, 9 agosto 1981) è un pilota motociclistico giapponese.
Vincitore di dodici titoli giapponesi nella classe Superbike nel 2008, 2009, dal 2012 al 2016, 2018, 2019, dal 2021 al 2023, tutti su Yamaha.

## Carriera
Per quanto riguarda le competizioni del motomondiale la sua prima presenza è stata registrata nella stagione 2002. Corre come wild card il Gran Premio motociclistico del Pacifico 2002 e i GP del Giappone nel 2003 e nel 2004, sempre con la Yamaha e sempre nella classe 250. Va a punti solo nella prima partecipazione, con un 31º posto a fine stagione.
Nella stagione 2011 sostituisce l'infortunato Jorge Lorenzo nel GP di Malesia (gara poi cancellata a seguito del decesso di Marco Simoncelli) ed in quello della Comunità Valenciana, ottenendo 10 punti.
Nel 2012 disputa il Gran Premio del Giappone in qualità di wildcard a bordo di una Yamaha, concludendo al 9º posto, e, nuovamente chiamato dalla Yamaha per sostituire l'infortunato Ben Spies, il Gran Premio di Valencia, nel quale, a seguito di una gara rocambolesca tra asciutto e bagnato e con numerosi ritiri, arriva al traguardo ottenendo un sorprendente 2º posto, ottenendo quindi il suo primo podio in carriera nel motomondiale e riportando il Giappone sul podio un anno e mezzo dopo l'ultimo podio giapponese, ovvero il 2º posto di Yūki Takahashi in Moto2 nel Gran Premio di Francia. La classifica finale del 2012 vede Katsuyuki al 18º posto con 27 punti, a pari punti con Danilo Petrucci e Colin Edwards.
Nel 2013 corre in Giappone in qualità di wildcard a bordo di una Yamaha, ottenendo cinque punti. Nel 2014 gareggia nuovamente in Giappone in qualità di wildcard a bordo di una Yamaha, ottenendo quattro punti. Nel 2015 vince la 8 Ore di Suzuka, avvicendandosi alla guida della Yamaha YZF-R1 con Pol Espargaró e Bradley Smith. Nello stesso anno corre in MotoGP in Giappone in qualità di wildcard a bordo di una Yamaha, concludendo la gara con un ottimo ottavo posto che gli vale il ventitreesimo posto in classifica finale.
Nel 2016 vince nuovamente la 8 Ore di Suzuka, avvicendandosi alla guida della Yamaha YZF-R1 con Pol Espargaró e Alex Lowes. Nello stesso anno corre nuovamente nel motomondiale in Giappone in qualità di wildcard a bordo di una Yamaha, totalizzando 5 punti che gli valgono il ventitreesimo posto in classifica piloti.
Nel 2017 vince nuovamente la 8 Ore di Suzuka, avvicendandosi alla guida della Yamaha YZF-R1 con Alex Lowes e Michael van der Mark. Nello stesso anno corre nuovamente nel motomondiale in Giappone in qualità di wildcard a bordo di una Yamaha, totalizzando 4 punti.
Nel 2018 viene nuovamente iscritto alla 8 Ore di Suzuka, programmando di avvicendarsi alla guida della Yamaha YZF-R1 con Alex Lowes e Michael van der Mark ma infortunatosi il giorno precedente la gara, non partecipa ma viene comunque considerato vincitore. Nello stesso anno corre nuovamente nel motomondiale in Giappone in qualità di wildcard a bordo di una Yamaha, totalizzando 2 punti. In questa occasione è costretto a rinunciare all'utilizzo del suo numero di gara abituale (il 21) in quanto già in uso da Franco Morbidelli, ripiega così sul numero 89.

## Risultati nel motomondiale
| 2002 | Classe | Moto   |  |  |  |  |  |  |  |  |  |  |  |  |    |  |  |  |  |  |  | Punti | Pos. |
| ---- | ------ | ------ |  |  |  |  |  |  |  |  |  |  |  |  | -- |  |  |  |  |  |  | ----- | ---- |
| 2002 | 250    | Yamaha |  |  |  |  |  |  |  |  |  |  |  |  | 12 |  |  |  |  |  |  | 4     | 31º  |

| 2003 | Classe | Moto   |     |  |  |  |  |  |  |  |  |  |  |  |  |  |  |  |  |  |  | Punti | Pos. |
| ---- | ------ | ------ | --- |  |  |  |  |  |  |  |  |  |  |  |  |  |  |  |  |  |  | ----- | ---- |
| 2003 | 250    | Yamaha | Rit |  |  |  |  |  |  |  |  |  |  |  |  |  |  |  |  |  |  | 0     |      |

| 2004 | Classe | Moto   |  |  |  |  |  |  |  |  |  |  |  |    |  |  |  |  |  |  |  | Punti | Pos. |
| ---- | ------ | ------ |  |  |  |  |  |  |  |  |  |  |  | -- |  |  |  |  |  |  |  | ----- | ---- |
| 2004 | 250    | Yamaha |  |  |  |  |  |  |  |  |  |  |  | 20 |  |  |  |  |  |  |  | 0     |      |

| 2011 | Classe | Moto   |  |  |  |  |  |  |  |  |  |  |  |  |  |  |  |  |    |   |  | Punti | Pos. |
| ---- | ------ | ------ |  |  |  |  |  |  |  |  |  |  |  |  |  |  |  |  | -- | - |  | ----- | ---- |
| 2011 | MotoGP | Yamaha |  |  |  |  |  |  |  |  |  |  |  |  |  |  |  |  | AN | 6 |  | 10    | 18º  |

| 2012 | Classe | Moto   |  |  |  |  |  |  |  |  |  |  |  |  |  |  |   |  |  |   |  | Punti | Pos. |
| ---- | ------ | ------ |  |  |  |  |  |  |  |  |  |  |  |  |  |  | - |  |  | - |  | ----- | ---- |
| 2012 | MotoGP | Yamaha |  |  |  |  |  |  |  |  |  |  |  |  |  |  | 9 |  |  | 2 |  | 27    | 18º  |

| 2013 | Classe | Moto   |  |  |  |  |  |  |  |  |  |  |  |  |  |  |  |  |    |  |  | Punti | Pos. |
| ---- | ------ | ------ |  |  |  |  |  |  |  |  |  |  |  |  |  |  |  |  | -- |  |  | ----- | ---- |
| 2013 | MotoGP | Yamaha |  |  |  |  |  |  |  |  |  |  |  |  |  |  |  |  | 11 |  |  | 5     | 22º  |

| 2014 | Classe | Moto   |  |  |  |  |  |  |  |  |  |  |  |  |  |  |    |  |  |  |  | Punti | Pos. |
| ---- | ------ | ------ |  |  |  |  |  |  |  |  |  |  |  |  |  |  | -- |  |  |  |  | ----- | ---- |
| 2014 | MotoGP | Yamaha |  |  |  |  |  |  |  |  |  |  |  |  |  |  | 12 |  |  |  |  | 4     | 26º  |

| 2015 | Classe | Moto   |  |  |  |  |  |  |  |  |  |  |  |  |  |  |   |  |  |  |  | Punti | Pos. |
| ---- | ------ | ------ |  |  |  |  |  |  |  |  |  |  |  |  |  |  | - |  |  |  |  | ----- | ---- |
| 2015 | MotoGP | Yamaha |  |  |  |  |  |  |  |  |  |  |  |  |  |  | 8 |  |  |  |  | 8     | 23º  |

| 2016 | Classe | Moto   |  |  |  |  |  |  |  |  |  |  |  |  |  |  |    |  |  |  |  | Punti | Pos. |
| ---- | ------ | ------ |  |  |  |  |  |  |  |  |  |  |  |  |  |  | -- |  |  |  |  | ----- | ---- |
| 2016 | MotoGP | Yamaha |  |  |  |  |  |  |  |  |  |  |  |  |  |  | 11 |  |  |  |  | 5     | 23º  |

| 2017 | Classe | Moto   |  |  |  |  |  |  |  |  |  |  |  |  |  |  |    |  |  |  |  | Punti | Pos. |
| ---- | ------ | ------ |  |  |  |  |  |  |  |  |  |  |  |  |  |  | -- |  |  |  |  | ----- | ---- |
| 2017 | MotoGP | Yamaha |  |  |  |  |  |  |  |  |  |  |  |  |  |  | 12 |  |  |  |  | 4     | 26º  |

| 2018 | Classe | Moto   |  |  |  |  |  |  |  |  |  |  |  |  |  |  |  |    |  |  |  | Punti | Pos. |
| ---- | ------ | ------ |  |  |  |  |  |  |  |  |  |  |  |  |  |  |  | -- |  |  |  | ----- | ---- |
| 2018 | MotoGP | Yamaha |  |  |  |  |  |  |  |  |  |  |  |  |  |  |  | 14 |  |  |  | 2     | 26º  |

| Legenda | 1º posto        | 2º posto            | 3º posto            | A punti      | Senza punti        | Grassetto – Pole position Corsivo – Giro più veloce |
| Legenda | Gara non valida | Non qual./Non part. | Ritirato/Non class. | Squalificato | '-' Dato non disp. | Grassetto – Pole position Corsivo – Giro più veloce |